# Comuna Spanțov, Călărași
Spanțov este o comună în județul Călărași, Muntenia, România, formată din satele Cetatea Veche, Spanțov (reședința) și Stancea.

## Așezare
Comuna se află în sud-vestul județului, pe malul stâng al Dunării, la granița cu regiunea Silistra din Bulgaria. Este traversată de șoseaua națională DN31, care leagă Oltenița de Călărași.

## Demografie
Componența etnică a comunei Spanțov
     Români (88,4%)
     Romi (6,62%)
     Alte etnii (0,09%)
     Necunoscută (4,9%)
Componența confesională a comunei Spanțov
     Ortodocși (83,11%)
     Penticostali (10,86%)
     Alte religii (1,02%)
     Necunoscută (5,01%)
Conform recensământului efectuat în 2021, populația comunei Spanțov se ridică la 4.595 de locuitori, în scădere față de recensământul anterior din 2011, când fuseseră înregistrați 4.605 locuitori. Majoritatea locuitorilor sunt români (88,4%), cu o minoritate de romi (6,62%), iar pentru 4,9% nu se cunoaște apartenența etnică. Din punct de vedere confesional, majoritatea locuitorilor sunt ortodocși (83,11%), cu o minoritate de penticostali (10,86%), iar pentru 5,01% nu se cunoaște apartenența confesională.

## Politică și administrație
Comuna Spanțov este administrată de un primar și un consiliu local compus din 13 consilieri. Primarul, Silviu-Niki Gheorghescu[*], de la Partidul Național Liberal, este în funcție din 2012. Începând cu alegerile locale din 2024, consiliul local are următoarea componență pe partide politice:
|  | Partid                          | Consilieri | Componența Consiliului | Componența Consiliului | Componența Consiliului | Componența Consiliului | Componența Consiliului | Componența Consiliului | Componența Consiliului | Componența Consiliului | Componența Consiliului |
|  | ------------------------------- | ---------- | ---------------------- | ---------------------- | ---------------------- | ---------------------- | ---------------------- | ---------------------- | ---------------------- | ---------------------- | ---------------------- |
|  | Partidul Național Liberal       | 9          |                        |                        |                        |                        |                        |                        |                        |                        |                        |
|  | Partidul Social Democrat        | 3          |                        |                        |                        |                        |                        |                        |                        |                        |                        |
|  | Alianța pentru Unirea Românilor | 1          |                        |                        |                        |                        |                        |                        |                        |                        |                        |

## Istorie
La sfârșitul secolului al XIX-lea, comuna făcea parte din plasa Oltenița a județului Ilfov și era formată din satele Clinciu, Spanțov, Tatina și Valea lui Soare, cu 1595 de locuitori. În comună existau o școală și două biserici (la Spanțov și la Valea lui Soare). Anuarul Socec din 1925 consemnează comuna în aceeași plasă, având 2560 de locuitori în satele Clinciu, Grădiștea Nouă, Spanțov, Stancea și Tatina (după ce satul Valea lui Soare a fost transferat comunei vecine Ulmeni).
În 1950, comuna a fost transferată raionului Oltenița din regiunea București, iar în 1964 satul Tatina a primit numele de Cetatea Veche. Comuna a revenit în 1968 la județul Ilfov, când acesta a fost reînființat. Cu această ocazie, satul Clinciu a fost desființat și comasat cu satul Stancea, iar satul Gradiștea — cu satul Cetatea Veche. În 1981, o reorganizare administrativă regională a dus la transferarea comunei la județul Călărași.

## Monumente istorice
Patru obiective din comuna Spanțov au fost incluse în lista monumentelor istorice din județul Călărași ca monumente de interes local. Două sunt situri arheologice, ambele din zona satului Cetatea Veche — situl de la „Grădiște”, aflat la ieșirea din sat către Ulmeni, sit ce cuprinde urmele unei așezări din perioada Latène și o necropolă din mileniul al IV-lea î.e.n.; și așezarea din punctul „Tatina” datând din secolul al III-lea î.e.n., ale cărei urme vizibile sunt constituite de o gorgană înconjurată de o văioagă.
Celelalte două obiective sunt clasificate ca monumente de arhitectură: biserica „Sfântul Ierarh Nicolae” din centrul satului Spanțov, ridicată între 1867–1868; și casa Ion D. Stan (1934) din același sat.